# Fator de crescimento fibroblástico
Os fatores de crescimento fibrolástico ou fatores de crescimento de fibroblastos (FGF) são uma família de proteínas de sinalização celular produzidas por macrófagos; eles estão envolvidos em uma ampla variedade de processos, principalmente como elementos cruciais para o desenvolvimento normal de células animais. Qualquer irregularidade em sua função leva a uma série de defeitos de desenvolvimento. Esses fatores de crescimento geralmente atuam como moléculas sistêmicas ou de circulação local de origem extracelular que ativam receptores de superfície celular. Uma propriedade definidora dos FGFs é que eles se ligam à heparina e ao sulfato de heparano. Assim, alguns são sequestrados na matriz extracelular dos tecidos que contêm proteoglicanos de sulfato de heparano e são liberados localmente após lesão ou remodelação do tecido.

## Famílias
Em humanos, foram identificados 23 membros da família FGF, todos eles moléculas de sinalização estruturalmente relacionadas:
- Os membros FGF1 a FGF10 ligam todos os receptores de fator de crescimento de fibroblastos (FGFRs). O FGF1 também é conhecido como fator de crescimento de fibroblastos ácido, e o FGF2 também é conhecido como fator de crescimento de fibroblastos básico.
- Foi demonstrado que os membros FGF11, FGF12, FGF13 e FGF14, também conhecidos como fatores homólogos de FGF 1-4 (FHF1-FHF4), têm funções distintas em comparação com os FGFs. Embora esses fatores possuam uma homologia de sequência notavelmente semelhante, eles não se ligam a FGFRs e estão envolvidos em processos intracelulares não relacionados aos FGFs.[5] Esse grupo também é conhecido como a subfamília de fatores de crescimento de fibroblastos intracelulares (iFGF).[6]
- O FGF18 humano está envolvido no desenvolvimento celular e na morfogênese em vários tecidos, incluindo a cartilagem.[7]
- O FGF20 humano foi identificado com base em sua homologia com o FGF20 de Xenopus (XFGF-20).[8][9]
- Os FGF15 a FGF23 foram descritos posteriormente e suas funções ainda estão sendo caracterizadas. O FGF15 é o ortólogo de camundongo do FGF19 humano (não há FGF15 humano) e, quando suas funções são compartilhadas, eles são frequentemente descritos como FGF15/19.[10] Em contraste com a atividade local dos outros FGFs, o FGF15/19, o FGF21 e o FGF23 têm efeitos sistêmicos hormonais.[10][11]

## Receptores
A família de receptores do fator de crescimento de fibroblastos de mamíferos tem quatro membros: FGFR1, FGFR2, FGFR3 e FGFR4. Os FGFRs consistem em três domínios extracelulares do tipo imunoglobulina (D1-D3), um domínio transmembrana de extensão única e um domínio tirosina quinase dividido intracelular. Os FGFs interagem com os domínios D2 e D3, sendo as interações D3 as principais responsáveis pela especificidade de ligação ao ligante. A ligação do sulfato de heparan é mediada pelo domínio D3. Um pequeno trecho de aminoácidos ácidos localizado entre os domínios D1 e D2 tem funções auto-inibitórias. Esse motivo de "caixa ácida" interage com o local de ligação do sulfato de heparano para impedir a ativação do receptor na ausência de FGFs.
O splicing alternativo do mRNA dá origem às variantes "b" e "c" dos FGFRs 1, 2 e 3. Por meio desse mecanismo, sete subtipos diferentes de FGFRs de sinalização podem ser expressos na superfície da célula. Cada FGFR se liga a um subconjunto específico de FGFs. Da mesma forma, a maioria dos FGFs pode se ligar a vários subtipos diferentes de FGFR. O FGF1 às vezes é chamado de "ligante universal", pois é capaz de ativar todos os 7 FGFRs diferentes. Por outro lado, o FGF7 (fator de crescimento de queratinócitos, KGF) se liga apenas ao FGFR2b (KGFR).
Acredita-se que o complexo de sinalização na superfície da célula seja um complexo ternário formado entre dois ligantes FGF idênticos, duas subunidades FGFR idênticas e uma ou duas cadeias de sulfato de heparano.

## Histórico
Uma atividade de fator de crescimento mitogênico foi encontrada em extratos de hipófise por Armelin em 1973 e um trabalho posterior de Gospodarowicz, conforme relatado em 1974, descreveu um isolamento mais definido de proteínas do extrato de cérebro de vaca que, quando testado em um bioensaio que causou a proliferação de fibroblastos, levou esses pesquisadores a aplicar o nome "fator de crescimento de fibroblastos". Em 1975, eles fracionaram ainda mais o extrato usando pH ácido e básico e isolaram duas formas ligeiramente diferentes que foram denominadas "fator de crescimento de fibroblastos ácido" (FGF1) e "fator de crescimento de fibroblastos básico" (FGF2). Essas proteínas tinham um alto grau de homologia de sequência entre suas cadeias de aminoácidos, mas foram determinadas como proteínas distintas.
Pouco tempo depois de o FGF1 e o FGF2 terem sido isolados, outro grupo de pesquisadores isolou um par de fatores de crescimento de ligação à heparina que eles denominaram HBGF-1 e HBGF-2, enquanto um terceiro grupo isolou um par de fatores de crescimento que causavam a proliferação de células em um bioensaio contendo células do endotélio de vasos sanguíneos, que eles denominaram ECGF1 e ECGF2. Essas proteínas descobertas independentemente acabaram demonstrando ser os mesmos conjuntos de moléculas, ou seja, FGF1, HBGF-1 e ECGF-1 eram todos o mesmo fator de crescimento de fibroblastos ácidos descrito por Gospodarowicz e outros, enquanto FGF2, HBGF-2 e ECGF-2 eram todos o mesmo fator de crescimento de fibroblastos básicos.

## Funções
Os FGFs são proteínas multifuncionais com uma ampla variedade de efeitos; são mais comumente mitógenos, mas também têm efeitos reguladores, morfológicos e endócrinos. Eles têm sido alternadamente chamados de fatores de crescimento "pluripotentes" e fatores de crescimento "promíscuos" devido às suas múltiplas ações em vários tipos de células. "Promíscuo" refere-se ao conceito bioquímico e farmacológico de como uma variedade de moléculas pode se ligar a um único receptor e provocar uma resposta. No caso do FGF, quatro subtipos de receptores podem ser ativados por mais de vinte ligantes de FGF diferentes. Assim, as funções dos FGFs nos processos de desenvolvimento incluem a indução da mesoderme, o padrão anterior-posterior, o desenvolvimento dos membros, a indução neural e o desenvolvimento neural, e nos tecidos/sistemas maduros a angiogênese, a organização dos queratinócitos e os processos de cicatrização de feridas.
O FGF é fundamental durante o desenvolvimento normal de vertebrados e invertebrados e qualquer irregularidade em sua função leva a uma série de defeitos de desenvolvimento.
Os FGFs secretados por hipoblastos durante a gastrulação aviária desempenham um papel na estimulação de uma via de sinalização Wnt que está envolvida no movimento diferencial das foices de Koller durante a formação da linha primitiva. À esquerda, angiografia da rede vascular recém-formada na região da parede frontal do ventrículo esquerdo. À direita, análise quantificando o efeito angiogênico.
Embora muitos FGFs possam ser secretados pelas células para atuar em alvos distantes, alguns FGFs atuam localmente em um tecido e até mesmo em uma célula. O FGF2 humano ocorre em isoformas de baixo peso molecular (LMW) e alto peso molecular (HMW). O FGF2 LMW é principalmente citoplasmático e funciona de maneira autócrina, enquanto os FGF2s HMW são nucleares e exercem atividades por meio de um mecanismo intracrino.
Uma função importante do FGF1 e do FGF2 é a promoção da proliferação de células endoteliais e a organização física das células endoteliais em estruturas semelhantes a tubos. Dessa forma, eles promovem a angiogênese, o crescimento de novos vasos sanguíneos a partir da vasculatura preexistente. O FGF1 e o FGF2 são fatores angiogênicos mais potentes do que o fator de crescimento endotelial vascular (VEGF) ou o fator de crescimento derivado de plaquetas (PDGF). O FGF1 demonstrou em estudos clínicos experimentais induzir a angiogênese no coração.
Além de estimular o crescimento dos vasos sanguíneos, os FGFs são agentes importantes na cicatrização de feridas. O FGF1 e o FGF2 estimulam a angiogênese e a proliferação de fibroblastos que dão origem ao tecido de granulação, que preenche o espaço/cavidade de uma ferida no início do processo de cicatrização. O FGF7 e o FGF10 (também conhecidos como fatores de crescimento de queratinócitos KGF e KGF2, respectivamente) estimulam o reparo de tecidos lesionados da pele e da mucosa, estimulando a proliferação, a migração e a diferenciação de células epiteliais, e têm efeitos quimiotáticos diretos na remodelação do tecido.
Durante o desenvolvimento do sistema nervoso central, os FGFs desempenham funções importantes na proliferação de células-tronco neurais, neurogênese, crescimento de axônios e diferenciação. A sinalização do FGF é importante para promover o crescimento da área de superfície do córtex cerebral em desenvolvimento, reduzindo a diferenciação neuronal e, portanto, permitindo a autorrenovação das células progenitoras corticais, conhecidas como células gliais radiais, e o FGF2 tem sido usado para induzir a girificação artificial do cérebro de camundongos. Outro membro da família FGF, o FGF8, regula o tamanho e o posicionamento das áreas funcionais do córtex cerebral (áreas de Brodmann).
Os FGFs também são importantes para a manutenção do cérebro adulto. Assim, os FGFs são os principais determinantes da sobrevivência neuronal durante o desenvolvimento e na idade adulta. A neurogênese adulta no hipocampo, por exemplo, depende muito do FGF2. Além disso, o FGF1 e o FGF2 parecem estar envolvidos na regulação da plasticidade sináptica e nos processos atribuídos ao aprendizado e à memória, pelo menos no hipocampo.
Os 15 FGFs exparácrinos são proteínas secretadas que se ligam ao sulfato de heparano e podem, portanto, ser ligadas à matriz extracelular de tecidos que contêm proteoglicanos de sulfato de heparano. Essa ação local das proteínas FGF é classificada como sinalização parácrina, mais comumente por meio da via de sinalização JAK-STAT ou da via do receptor tirosina quinase (RTK).
Os membros da subfamília FGF19 (FGF15, FGF19, FGF21 e FGF23) se ligam menos firmemente aos sulfatos de heparan e, portanto, podem agir de forma endócrina em tecidos distantes, como intestino, fígado, rim, adiposo e osso:
- O FGF15 e o FGF19 (FGF15/19) são produzidos por células intestinais, mas agem em células hepáticas que expressam FGFR4 para reduzir a regulação do gene principal (CYP7A1) na via de síntese de ácidos biliares.[32]
- O FGF23 é produzido pelo osso, mas atua nas células renais que expressam FGFR1 para regular a síntese de vitamina D e a homeostase do fosfato.[33]

## Estrutura
As estruturas cristalinas do FGF1 foram resolvidas e consideradas relacionadas à interleucina 1-beta. Ambas as famílias têm a mesma dobra beta que consiste em uma estrutura de folha beta de 12 fitas, com as folhas beta dispostas em 3 lóbulos semelhantes em torno de um eixo central, 6 fitas formando um barril beta antiparalelo. Em geral, as folhas beta são bem preservadas e as estruturas cristalinas se sobrepõem nessas áreas. Os loops intermediários são menos bem conservados - o loop entre as fitas beta 6 e 7 é ligeiramente mais longo na interleucina-1 beta.

## Aplicações clínicas
A desregulação do sistema de sinalização do FGF é a base de uma série de doenças associadas ao aumento da expressão do FGF. Os inibidores da sinalização do FGF demonstraram eficácia clínica. Alguns ligantes do FGF (particularmente o FGF2) demonstraram melhorar o reparo do tecido (por exemplo, queimaduras, enxertos e úlceras na pele) em vários cenários clínicos.